# Minardi M186
O M186 foi o modelo da Minardi da temporada de 1986 da Fórmula 1. Condutores: Andrea de Cesaris e Alessandro Nannini.
De Cesaris começou a pilotá-lo a partir do GP da Hungria e Nannini apenas na Áustria.

## Resultados[1]
(legenda)
| Ano  | Chassi | Motor                          | Pneus | N° | Pilotos            | 1   | 2   | 3   | 4   | 5   | 6   | 7   | 8   | 9   | 10  | 11  | 12  | 13  | 14  | 15  | 16  | Pontos | Posição  |  |
| ---- | ------ | ------------------------------ | ----- | -- | ------------------ | --- | --- | --- | --- | --- | --- | --- | --- | --- | --- | --- | --- | --- | --- | --- | --- | ------ | -------- |  |
|      |        |                                |       |    |                    |     |     |     |     |     |     |     |     |     |     |     |     |     |     |     |     |        |          |  |
|      |        |                                |       |    |                    | BRA | ESP | SMR | MON | BEL | CAN | USA | FRA | GBR | GER | HUN | AUT | ITA | POR | MEX | AUS |        |          |  |
| 1986 | M186   | Motori Moderni 615-90 V6 turbo | P     | 23 | Andrea de Cesaris  |     |     |     |     |     |     |     |     |     |     | Ret |     | Ret | Ret | 8   | Ret | 0      | NC (12º) |  |
| 1986 | M186   | Motori Moderni 615-90 V6 turbo | P     | 24 | Alessandro Nannini |     |     |     |     |     |     |     |     |     |     |     | Ret |     |     |     |     | 0      | NC (12º) |  |

↑1  Do Brasil até a Alemanha e Áustria, De Cesaris pilotou o M185B e Nannini até a Hungria, Itália e as três provas restantes do campeonato.